# Solymus
Solymus is een kevergeslacht uit de familie van de boktorren (Cerambycidae). De wetenschappelijke naam van het geslacht werd voor het eerst geldig gepubliceerd in 1872 door Lacordaire.

## Soorten
Solymus is monotypisch en omvat slechts de volgende soort:
- Solymus pictor (Klug, 1829)